# Le Vieux-Bourg
Vieux-Bourg (bret. Bourc'h-Kintin) – miejscowość i gmina we Francji, w regionie Bretania, w departamencie Côtes-d’Armor.
Według danych na rok 1990 gminę zamieszkiwało 645 osób, a gęstość zaludnienia wynosiła 26 osób/km² (wśród 1269 gmin Bretanii Vieux-Bourg plasuje się na 751. miejscu pod względem liczby ludności, natomiast pod względem powierzchni na miejscu 381.).